# Doris D
Doris D (Skegness, 22 februari 1959) is het alias van Debbie Jenner, een Britse zangeres en danseres.

## Biografie
Jenner werd geboren in Skegness, Engeland, en vestigde zich op 20-jarige leeftijd in Nederland om daar een balletschool te beginnen. Ze werkte hierin onder andere met de meidengroep Babe. Eind 1979 werd ze samen met haar dansgroep gevraagd om in Europa het gezicht te worden van het studioproject Lipps Inc., dat een grote hit scoorde met Funky town. De videoclip die de studiogroep hiervoor gebruikte, werd oorspronkelijk opgenomen voor het Nederlandse popprogramma AVRO's Toppop.
De plaat bereikte in het voorjaar van 1980 ook in Nederland de nummer 1-positie van de destijds drie landelijke hitlijsten op de nationale publieke popzender Hilversum 3: de Nederlandse Top 40, Nationale Hitparade en de TROS Top 50. Ook in de Europese hitlijst op Hilversum 3, de TROS Europarade, werd de nummer 1-positie behaald.
Debbie Jenners opvallende verschijning, was ook Piet Souer, producer van onder andere Luv' niet ontgaan en hij vroeg haar om leadzangeres te worden in een nieuwe, door hem te formeren, meidengroep genaamd Doris D & The Pins, waarbij Doris D., een allusie was op Doris Day. Het eerste nummer  van de groep was Shine up, De plaat bereikte in februari 1981 de nummer 1-positie van zowel de Nederlandse Top 40 als de TROS Top 50. In de Nationale Hitparade werd de 2e positie bereikt. Hierna volgden de singles Dance on, dat de 2e positie bereikte, en The Marvellous Marionettes, dat op de 8e positie bleef steken, gevolgd door een album waarop, ook Trudie Van den Berg (Saskia van Serge), als backingvocals te horen waren, omdat de producer de stemmen van de Pins onvoldoende vond.
Na een breuk met The Pins in 1981, die zelfstandig verdergingen onder de naam Risqué, stelde Debbie Jenner een nieuwe groep Pins samen met danseressen/zangeresen uit Engeland. Hierna ging het snel minder met de band. In 1983 bracht Jenner, onder de naam Doris D., een elpee uit met aerobicsinstructies, die erg populair was. Nadat in 1984 een comeback met nogmaals een nieuwe samenstelling van The Pins slechts een bescheiden hitnotering opleverde, gaf zij haar zangcarrière op om zich geheel te richten op choreografie, onder andere voor de Dolly Dots, en aerobicsinstructievideo's. In 1986 verzorgde ze de choreografie in de film Mama is boos! en de serie Reagan: Let's Finish the Job van Edwin de Vries. Daarnaast was ze, als actrice onder haar eigen naam, te zien in de televisieklucht Daar gaat de bruid naast onder andere Allard van der Scheer, Ina van Faassen, Pieter Lutz en Lex Goudsmit.
Begin jaren 90 verschenen twee verzamel-cd's van Doris D & The Pins, die overigens allebei dezelfde tracks bevatten. In 1998 trad Jenner met de originele Pins op, tijdens een eenmalig reünieconcert ter ere van de Gay Games 1998, dat in Amsterdam werd gehouden.
Vanaf 2000 is zij bijna uitsluitend bezig met het geven van Pilates opleidingen en workshops. Ze opende haar eerste studio in Amsterdam en diverse bekende artiesten en topsporters kreeg ze als klant. Eerder stond ze al bekend als aerobicsmodel. In 2002 ontving Jenner een Lifetime Achievement Award van de EFAA voor haar inspanningen als pionier in de fitnesswereld gedurende de voorafgaande twee decennia. In 2013 ging weer terug naar Engeland op het platteland wonen, maar ze komt nog wel in Nederland voor het opleiden en bijscholen van instructeurs en fysiotherapeuten. Sinds april 2020 geeft zij ook lessen online aan consumenten en instructeurs via ‘Debs Online Health Club’.

## Discografie

### Singles
| Single met eventuele hitnotering(en) in de Nederlandse Top 40 | Datum van verschijnen | Datum van binnenkomst | Hoogste positie | Aantal weken | Opmerkingen                                         |
| ------------------------------------------------------------- | --------------------- | --------------------- | --------------- | ------------ | --------------------------------------------------- |
| Shine up                                                      | 1980                  | 20-12-1980            | 1(2wk)          | 14           | #1 in de Nationale Hitparade / #1 in de TROS Top 50 |
| Dance on                                                      | 1981                  | 25-04-1981            | 2               | 14           | Veronica Alarmschijf Hilversum 3                    |
| The marvellous marionettes                                    | 1981                  | 12-09-1981            | 8               | 10           |                                                     |
| Jamaica                                                       | 1982                  | 24-04-1982            | 17              | 6            |                                                     |
| Who cares                                                     | 1982                  | 13-11-1982            | tip             | -            |                                                     |
| Girlfriend                                                    | 1983                  | 26-03-1983            | tip             | -            |                                                     |
| Everybody's doing their thing (Hula hoop)                     | 1983                  | -                     |                 |              |                                                     |
| Starting at the end                                           | 1984                  | 14-01-1984            | 27              | 4            |                                                     |
| Heartache                                                     | 1984                  | 02-06-1984            | tip             | -            |                                                     |
| Men like big girls                                            | 1984                  | -                     |                 |              |                                                     |

## Filmografie
- Daar gaat de bruid (1986) - Polly